# 즈본코 스타노요스키
즈본코 스타노요스키(마케도니아어: Звонко Станојоски, 1964년 1월 29일 ~ )는 마케도니아 공화국의 체스 선수이다. 2007년 마케도니아 오픈 선수권 대회에서 우승하였다. 1999년에는 인터내셔널 마스터, 2004년부터는 그랜드마스터 칭호를 획득하였다. 2015년 8월, 스타노요스키는 한번더 마케도니아 오픈 선수권 대회에서 우승하였다.
스타노요스키는 마케도니아 대표로 체스 올림피아드에 1994년부터 1998년, 2002년부터 2010년까지 참가하였다.